# George Boyd
Pour les articles homonymes, voir Boyd.
George Ian Boyd, né le 2 octobre 1985 à Chatham (Angleterre), est un footballeur international écossais qui évolue au poste de milieu de terrain à Salford City.
Bien que né en Angleterre, il peut jouer pour l'Écosse, ayant un grand-père né à Glasgow.

## Carrière
Après avoir commencé sa carrière à Charlton Athletic, puis à Stevenage, club de Conference, il signe à Peterborough le 1er janvier 2007. Le montant de son transfert, estimé à 260 000 £, constitue un record pour Peterborough et permet d'atténuer les problèmes financiers de Stevenage. Lors de son dernier match avec Stevenage, le 1er janvier 2007, il sort à la 90e de la rencontre après avoir inscrit deux buts et permis à son ancien club de battre Aldershot Town 3-2.
À Peterborough, son premier but est inscrit le 10 février 2007 lors de la rencontre de League Two Peterborough-Wrexham (3-0). Se sentant bien dans son club, et malgré un prêt à Nottingham Forest, Boyd signe un nouveau contrat durant l'été 2010 et s'engage jusqu'en 2013.
En juillet 2013, il rejoint Hull City.
Le 1er septembre 2014, il rejoint Burnley. Après trois saisons et 123 matchs joués (12 buts) avec Burnley, il s'engage pour deux ans avec Sheffield Wednesday le 3 juillet 2017.
A l'issue de la saison 2018-2019, il est libéré par Sheffield Wednesday. 
Le 15 juillet 2019, il signe un contrat de 2 saisons à faveur de Peterborough United
.

## Palmarès
- Hull City
  - Vice-champion d'Angleterre de D2 en 2013
  - Finaliste de la Coupe d'Angleterre en 2014.
- Burnley FC
  - Champion d'Angleterre de D2 en 2016.

### Distinction personnelle
- Membre de l'équipe-type de D3 anglaise en 2009.

## Statistiques détaillées
| Saison      | Club                | Pays              | Championnat         | Coupes nationales |
| ----------- | ------------------- | ----------------- | ------------------- | ----------------- |
| 2002 - 2003 | Stevenage           | Conference (D5)   | 1 match             | -                 |
| 2003 - 2004 | Stevenage           | Conference (D5)   | 11 matchs / 1 but   | -                 |
| 2004 - 2005 | Stevenage           | Conference (D5)   | 34 matchs / 2 buts  | 2 matchs          |
| 2005 - 2006 | Stevenage           | Conference (D5)   | 43 matchs / 10 buts | 4 matchs / 2 buts |
| 2006 - 2007 | Stevenage           | Conference (D5)   | 24 matchs / 10 buts | 1 match           |
| 2006 - 2007 | Peterborough United | League Two (D4)   | 20 matchs / 6 buts  | -                 |
| 2007 - 2008 | Peterborough United | League Two (D4)   | 48 matchs / 13 buts | 5 matchs / 2 buts |
| 2008 - 2009 | Peterborough United | League One (D3)   | 47 matchs / 9 buts  | 6 matchs / 1 but  |
| 2009 - 2010 | Peterborough United | Championship (D2) | 32 matchs / 9 buts  | 5 matchs / 3 buts |
| 2009 - 2010 | Nottingham Forest   | Championship (D2) | 6 matchs / 1 but    | -                 |
| 2010 - 2011 | Peterborough United | League One (D3)   | 46 matchs / 15 buts | 6 matchs / 2 buts |
| 2011 - 2012 | Peterborough United | Championship (D2) | 45 matchs / 6 buts  | 3 matchs / 1 but  |
| 2012 - 2013 | Peterborough United | Championship (D2) | 31 matchs / 6 buts  | 3 matchs / 1 but  |
| 2012 - 2013 | Hull City           | Championship (D2) | 13 matchs / 4 buts  | -                 |
| 2013 - 2014 | Hull City           | Premier League    | 29 matchs / 2 buts  | 10 matchs         |
| 2014 - 2015 | Hull City           | Premier League    | 1 match             | -                 |

Dernière mise à jour : 24 août 2014